# اثر طبیعی ملی دهلران
اثر طبیعی ملی دهلران یک اثر طبیعی ملی ایران است که در استان ایلام در ایران قرار دارد. این اثر طبیعی ملی طبق مصوبهٔ شمارهٔ ۵۳۴ در تاریخ ۱۳۵۵/۰۵/۰۶ در فهرست مناطق تحت حفاظت سازمان محیط زیست ایران قرار گرفت.